# (69942) 1998 UC31
1998 يو سي 31 (ويعرف أيضًا باسم (69942) 1998 يو سي 31 وفق تسمية الكوكب الصغير) (بالإنجليزية: 1998 UC31)‏ هو كويكب ضمن حزام الكويكبات؛ وترتيبه 69942 من حيث الاكتشاف.
اكتُشف هذا الجُرم الفلكي بواسطة هيروشي كانيدا في 25 أكتوبر 1998.

## وصلات خارجية
- (69942) 1998 UC31 في قاعدة بيانات مختبر الدفع النفاث لأجرام النظام الشمسي الصغيرة

- الاكتشاف · مخطط المدار ·  العناصر المدارية · المعلمات المادية

- (69942) 1998 UC31 على موقع ويكي سكاي: DSS2, SDSS, GALEX, IRAS, Hydrogen α, X-Ray, Astrophoto, Sky Map, Articles and images